# Pere Busquets i Mensa
Pere Busquets i Mensa (Barcelona, 21 de febrer del 1938 - Barcelona, 11 de juliol del 2001) va ser un violoncel·lista català.
Els seus principals mestres foren Josep Ricart i Matas, Joan Massià, Marçal Cervera, Árpád Gérecz i Antonio Janigro. Fou violoncel solista de les orquestres Ciutat de Barcelona, Catalana de Cambra, Solistes de Catalunya i Simfònica del Gran Teatre del Liceu, i membre del Trio Ciutat de Barcelona, del Quartet Sonor i del Conjunt Català de Música Contemporània.
Exercí de professor de violoncel i música de cambra al Centre d'Estudis Musicals de Barcelona, a l'Stage Musical Internacional de Ceret (Vallespir) i catedràtic de violoncel al Conservatori Municipal de Música de Barcelona, succeint a Josep Trotta.